# 笑顔の未来へ
「笑顔の未来へ」（えがおのみらいへ）は、エレファントカシマシの35枚目のシングル。

## 内容
- この楽曲は、2007年4月29日のARABAKI ROCK FEST.07にて初めてライブ演奏された時には曲名を「涙のテロリスト」と紹介されたが、次のライブである5月12日の大阪城音楽堂ライブ以降は、「笑顔の未来へ」となっている。前作の「俺たちの明日」に収録された「さよならパーティー」に続き、この曲でも蔦谷好位置がプロデュースを務めている。
- 同年12月から2008年1月まで、よみうりテレビ（日テレ系）全国ネット「ダウンタウンDX」EDテーマ。
- CDジャケットは佐内正史が撮影を担当し、モデルとしてカノン・ジャンが登場している。
- 元旦発売（店頭出荷には28日(金)）のためオリコンシングルチャートでは47位となったが、JAPAN COUNTDOWNでは1/12(放送)付で最高位3位を記録している。
- カップリングの「風に吹かれて」は、蔦谷好位置のピアノがフィーチャーされたNew Recording Version。アルバム未収録。
- PVはジャケットと同じく白いシャツの宮本と、真赤なワンピースを着たカノン・ジャンが共演しており、宮本は彼女を「5歳なのにパワフルでプロフェッショナル」と絶賛していた（二人の素の部分を撮るということで宮本が気を抜いて椅子に座っていると「カメラに映っているからちゃんとしなきゃだめだよ」と注意されたとのこと）。
- いきものがかりの吉岡聖恵が2008年最も聴いた曲に挙げている。ちなみにいきものがかりは2006年に「風に吹かれて」をカバーしている。

## 収録曲
1. 笑顔の未来へ
2. 風に吹かれて (New Recording Version)
3. 笑顔の未来へ <Instrumental>
4. 風に吹かれて (New Recording Version)  <Instrumental>

- 作詞・作曲：宮本浩次／編曲：蔦谷好位置、エレファントカシマシ